# Сан-Педру (Риу-Гранди-ду-Норти)
Сан-Педру (порт. São Pedro)  —  муниципалитет в Бразилии, входит в штат Риу-Гранди-ду-Норти. Составная часть мезорегиона Сельскохозяйственный район штата Риу-Гранди-ду-Норти. Входит в экономико-статистический  микрорегион Агрести-Потигуар. Население составляет 6596 человек на 2006 год. Занимает площадь 195,238 км². Плотность населения — 33,8 чел./км².

## Статистика
- Валовой внутренний продукт на 2003 год составляет 14 316 740,00 реалов (данные: Бразильский институт географии и статистики).
- Валовой внутренний продукт на душу населения на 2003 год составляет 2143,55 реалов (данные: Бразильский институт географии и статистики).
- Индекс развития человеческого потенциала на 2000 год составляет 0,630 (данные: Программа развития ООН).